# Étaules (Côte-d’Or)
Etaules – miejscowość i gmina we Francji, w regionie Burgundia-Franche-Comté, w departamencie Côte-d’Or.
Według danych na rok 1990 gminę zamieszkiwały 242 osoby, a gęstość zaludnienia wynosiła 14 osób/km² (wśród 2044 gmin Burgundii Etaules plasuje się na 670. miejscu pod względem liczby ludności, natomiast pod względem powierzchni na miejscu 546.).